# فینال جام باشگاه‌های اروپا ۱۹۷۷
فینال جام باشگاه‌های اروپا ۱۹۷۷، رقابت پایانی جام باشگاه‌های اروپا در سال ۱۹۷۷ است که مابین دو تیم لیورپول و مونشن‌گلادباخ در ورزشگاه المپیک رم، رم برگزار شده‌است.
این مسابقه که در تاریخ ۲۵ مه ۱۹۷۷ انجام شده‌است با نتیجه ۳ بر ۱ به سود تیم لیورپول به پایان رسید.